# テオ・サラポ

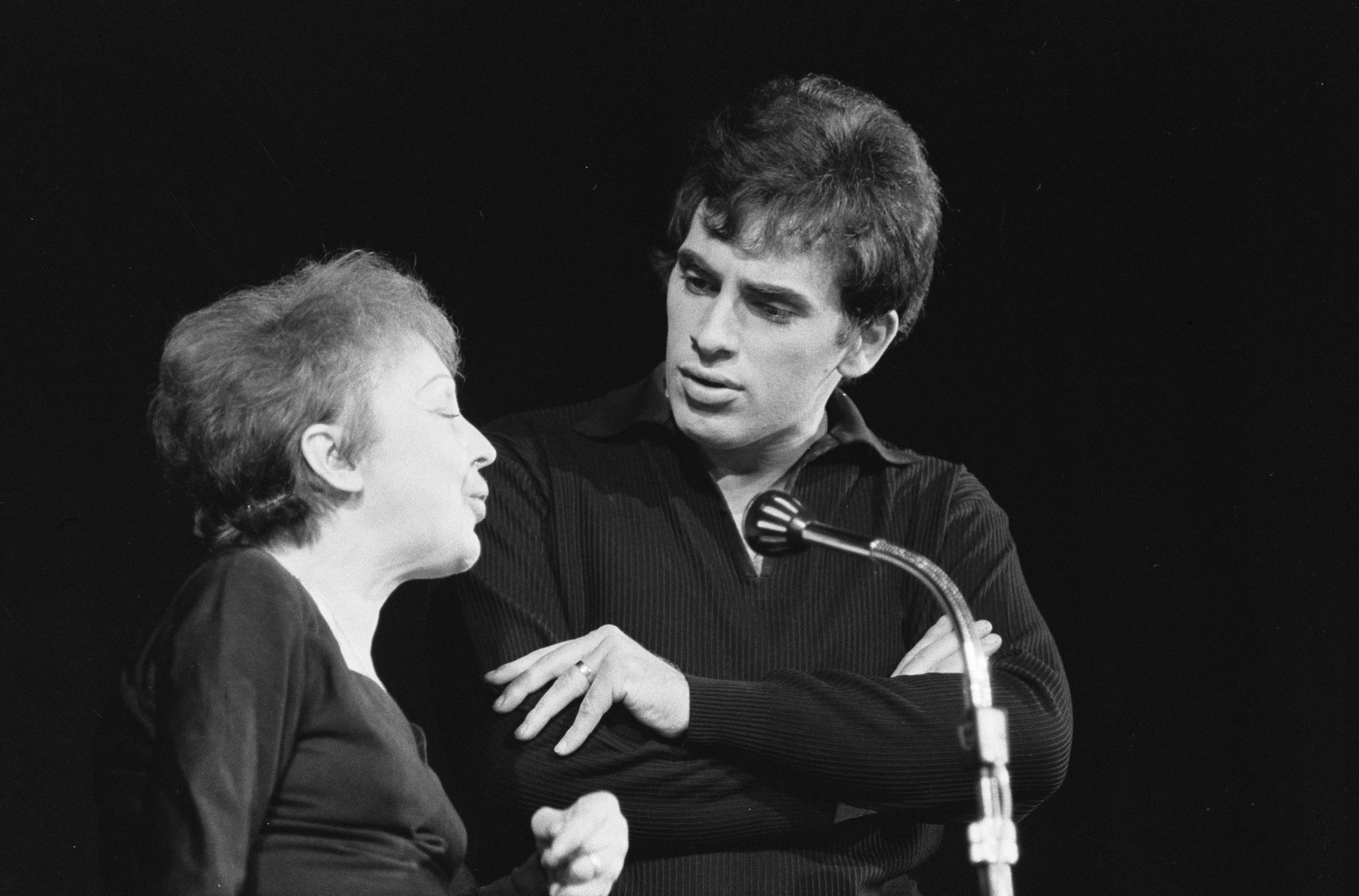
テオ・サラポ、1962年にエディット・ピアフと。

テオファニス・ランボウカス（Théophánis Lamboukas 、1936年1月26日 – 1970年8月28日）は、テオ・サラポ（Théo Sarapo ）の名でよく知られている、フランス人の歌手で俳優。フランス人歌手エディット・ピアフの二人目の夫である。元は美容師だったが、26歳のときに46歳のピアフと結婚した。彼はピアフの秘書のクロード・フィギュ（Claude Figus ）から紹介されている。 

## 生涯
サラポはパリに生まれた。ギリシャ系の端正な俳優・歌手で、1962年にピアフと歌った「À quoi ça sert l'amour （恋は何のために）」により成功を収めた。
ピアフの700万フラン相当の借金を引き継いだので、サラポは1963年のクリスマスの日に、ピアフと住んでいたブルヴァール・ランヌのアパルトモンから退去させられた。彼はLa maison qui ne chante plus を録音し、これもまたヒットした。他にCe jour viendra も大ヒットした。
ピアフと歌い始めたときは声が鼻にかかっていたが、数年後には息を呑むほどメロウな歌声になった。La Ronde やNous n'étions pas pareils なども他にヒットした。
俳優としての最も知られている映画は、ジョルジュ・フランジュ監督の「ジュデックス」で、これはピアフの死の頃に撮影された。
サラポは34歳でオート＝ヴィエンヌ県リモージュの道路脇に亡くなった。1970年8月28日にパナゾルのコミューンで起きた自動車事故だった。パリのペール・ラシェーズ墓地の、ピアフと娘のマルセルの横に（マルセルの父のルイ・デュポンにより）埋葬されている。エディットの父ルイ・アルフォンス・ガションもまた、その墓に埋葬されている（名がエディットとテオと共に墓碑の右側に刻まれている）。マルセルの名は左側に刻まれている。墓の足側にはFamille Gassion-Piaf と刻まれている。

## エディット・ピアフ
サラポは、ピアフが（イヴ・モンタン、レ・コンパニョン・ド・ラ・シャンソン、ジョルジュ・ムスタキらと列なる）才能を見出した最後の一人だった。サラポはピアフとの結婚中は、よく一緒に録音しコンサートでは共演していた。

## 舞台名
舞台名の「サラポ」は、ギリシャ語の「私は君を愛する」（Σ‘αγαπώ 、サガポ）のフランス語での発音であり、ピアフ自身が選んだ。